# 華南英才電子商務
深圳市華南英才電子商務株式会社（しんせんしかなんえいさいでんししょうむ、中国語: 深圳市华南英才电子商务有限公司）は中華人民共和国広東省深圳市に本社を置く電信通販と貿易の会社である。

## 概要
中国深圳市華南英才電子商務株式会社は、（関連会社：深圳市華南英才教育株式会社）通信販売と通信販売の育成事業を中心とし、通信販売のコンサルティングなどを開始した。2010年頃、中国大手ソーシャルアプリQQの親会社テンセントがWeChatを作り出し、一気で中国の全土で広がった。深圳市華南英才教育が、WeChatを活用して通信販売したり広告したり、通信販売の育成事業を更に展開した。
本社所在：深圳市龍崗区平湖街道佳業路佳業工業園1号棟三階

## 沿革
2007以後経済ショックの影響を受け、中国製商品が海外へ輸出するのは困難時期があった。ネット通販は伝統販売と違い、メーカーから直接販売するほうはコストを有効に抑えられる。特にアリババの事業が成功している影響で、メーカーがネット通販に積極に取り込みたくなった。2014年、深圳市華南英才教育株式会社（代表陳海文氏）は、華南英才電子商務株式会社（代表陳海文氏）を設立、深圳市のメーカ企業を集まり電信通販の方向を育成する事業を行った。2014年に深圳市電子商務協会設立、現在会員が400家のメーカー企業を超した。
2015年華南英才電子商務が商品設計とブランド企画など事業を拡大し、自社設計して連携のメーカ―に発注、自社ブランド商品を展開した。現在、アリババのTaobaoとTianmao、Amazon、Yahoo、楽天を活用し、自社商品を販売している。
2016年9月時点、従業員30名。

## 関連会社
- 深圳市華南英才教育株式会社

## 保有ブランド
MORECOO 、COO、TOPLIFE、OKISS  ==